# Comuna de Kozy
Kozy (polaco: Gmina Kozy) é uma gminy (comuna) na Polónia, na voivodia de Silésia e no condado de Bielski. A sede do condado é a cidade de Kozy.
De acordo com os censos de 2004, a comuna tem 11 373 habitantes, com uma densidade 422,8 hab/km².

## Área
Estende-se por uma área de 26,9 km², incluindo:
- área agricola: 44%
- área florestal: 37%

## Demografia
Dados de 30 de Junho 2004:
|                      | Total   | Total | Mulheres | Mulheres | Homens  | Homens |
| -------------------- | ------- | ----- | -------- | -------- | ------- | ------ |
|                      | pessoas | %     | pessoas  | %        | pessoas | %      |
| População            | 11 373  | 100   | 5885     | 51,7     | 5488    | 48,3   |
| Densidade (pop./km²) | 422,8   | 100   | 218,8    | 218,8    | 204     | 204    |

De acordo com dados de 2002, o rendimento médio per capita ascendia a 1412,12 zł.

## Comunas vizinhas
- Bielsko-Biała, Czernichów, Kęty, Porąbka, Wilamowice, Wilkowice